# Hallenhockey-Weltmeisterschaft 2023
Die 6. Hallenhockey-Weltmeisterschaft (englisch 6th FIH Indoor World Cup 2023 – Pretoria) wurde zwischen dem 5. Februar und dem 11. Februar 2023 in Pretoria in Südafrika ausgetragen. Die ursprüngliche Durchführung im belgischen Lüttich, für 2022, wurde von Fédération Internationale de Hockey wegen der COVID-19-Pandemie abgesagt. Gespielt wurde in der Heartfelt Arena mit etwa 3000 Zuschauerplätzen.

## Teilnehmer und Gruppen
Die folgenden Mannschaften haben sich für die Weltmeisterschaft 2023 qualifiziert. Die Herrenmannschaften aus Namibia und den Vereinigten Staaten erhielten eine Wildcard, nachdem die Auswahlen Australiens und Neuseeland für 2022 abgesagt hatten. Australien bestätigte aber seine Teilnahme für 2023, während Russland ausgeschlossen wurde. Die Auslosung der Gruppen fand am 9. August 2022 statt.
| Damen - Australien (Gruppe A)1 - Belgien (Gruppe B) - Kanada (Gruppe B) - Österreich (Gruppe A) - Kasachstan (Gruppe B) - Namibia (Gruppe B) - Neuseeland (Gruppe A)2 - Niederlande (Gruppe A) - Südafrika (Gruppe A) - Tschechien (Gruppe B) - Ukraine (Gruppe B) - Vereinigte Staaten (Gruppe A) | Herren - Argentinien (Gruppe B) - Australien (Gruppe B)3 - Belgien (Gruppe A) - Iran (Gruppe B) - Kasachstan (Gruppe A) - Namibia (Gruppe A) - Neuseeland (Gruppe A)2 - Niederlande (Gruppe A) - Österreich (Gruppe A) - Südafrika (Gruppe B) - Tschechien (Gruppe B) - Vereinigte Staaten (Gruppe B) |

1 Hat die Auswahl von Belarus, aufgrund sportlicher Sanktionen, ersetzt.

2 Hat die Auswahl Deutschlands ersetzt, die von der Teilnahme aufgrund terminlicher Probleme zurücktrat.

3 Hat die Auswahl von Russland, aufgrund sportlicher Sanktionen, ersetzt.

## Damen

### Gruppenphase

#### Gruppe A
| Pl. | Mannschaft         | Sp. | S | U | N | Tore  | Diff. | Pkt. |
| --- | ------------------ | --- | - | - | - | ----- | ----- | ---- |
| 1.  | Niederlande        | 5   | 5 | 0 | 0 | 29:4  | +25   | 15   |
| 2.  | Österreich         | 5   | 4 | 0 | 1 | 14:12 | +2    | 12   |
| 3.  | Südafrika          | 5   | 2 | 1 | 2 | 12:11 | +1    | 7    |
| 4.  | Australien         | 5   | 2 | 0 | 3 | 11:16 | −5    | 6    |
| 5.  | Vereinigte Staaten | 5   | 1 | 1 | 3 | 16:11 | +5    | 4    |
| 6.  | Neuseeland         | 5   | 0 | 0 | 5 | 6:24  | −28   | 0    |

| Datum, Uhrzeit              | Mannschaft 1       | Mannschaft 2       | Ergebnis |
| --------------------------- | ------------------ | ------------------ | -------- |
| 5. Februar 2023 – 08:30 Uhr | Österreich         | Südafrika          | 3:2      |
| 5. Februar 2023 – 10:50 Uhr | Australien         | Vereinigte Staaten | 4:2      |
| 5. Februar 2023 – 13:10 Uhr | Niederlande        | Neuseeland         | 10:0     |
| 6. Februar 2023 – 16:40 Uhr | Österreich         | Vereinigte Staaten | 2:1      |
| 6. Februar 2023 – 19:00 Uhr | Niederlande        | Südafrika          | 3:1      |
| 6. Februar 2023 – 21:20 Uhr | Neuseeland         | Australien         | 1:5      |
| 7. Februar 2023 – 09:40 Uhr | Vereinigte Staaten | Südafrika          | 2:2      |
| 7. Februar 2023 – 10:50 Uhr | Australien         | Niederlande        | 0:8      |
| 7. Februar 2023 – 13:10 Uhr | Neuseeland         | Österreich         | 2:4      |
| 8. Februar 2023 – 15:30 Uhr | Österreich         | Niederlande        | 1:5      |
| 8. Februar 2023 – 17:50 Uhr | Vereinigte Staaten | Neuseeland         | 9:0      |
| 8. Februar 2023 – 20:10 Uhr | Südafrika          | Australien         | 1:0      |
| 9. Februar 2023 – 08:30 Uhr | Niederlande        | Vereinigte Staaten | 3:2      |
| 9. Februar 2023 – 10:50 Uhr | Südafrika          | Neuseeland         | 6:3      |
| 9. Februar 2023 – 13:10 Uhr | Australien         | Österreich         | 2:4      |

#### Gruppe B
| Pl. | Mannschaft | Sp. | S | U | N | Tore  | Diff. | Pkt. |
| --- | ---------- | --- | - | - | - | ----- | ----- | ---- |
| 1.  | Tschechien | 5   | 4 | 0 | 1 | 26:8  | +18   | 12   |
| 2.  | Belgien    | 5   | 3 | 0 | 2 | 9:12  | −3    | 9    |
| 3.  | Ukraine    | 5   | 2 | 2 | 1 | 11:9  | +2    | 8    |
| 4.  | Kanada     | 5   | 1 | 3 | 1 | 10:10 | 0     | 6    |
| 5.  | Kasachstan | 5   | 1 | 2 | 2 | 6:23  | -7    | 5    |
| 6.  | Namibia    | 5   | 0 | 1 | 4 | 7:17  | −10   | 1    |

| Datum, Uhrzeit              | Mannschaft 1 | Mannschaft 2 | Ergebnis |
| --------------------------- | ------------ | ------------ | -------- |
| 5. Februar 2023 – 15:30 Uhr | Namibia      | Kasachstan   | 3:5      |
| 5. Februar 2023 – 17:50 Uhr | Ukraine      | Kanada       | 1:1      |
| 5. Februar 2023 – 20:10 Uhr | Tschechien   | Belgien      | 6:1      |
| 6. Februar 2023 – 09:40 Uhr | Kanada       | Namibia      | 2:2      |
| 6. Februar 2023 – 12:00 Uhr | Tschechien   | Kasachstan   | 8:2      |
| 6. Februar 2023 – 14:20 Uhr | Ukraine      | Belgien      | 3:0      |
| 7. Februar 2023 – 15:30 Uhr | Kanada       | Tschechien   | 3:2      |
| 7. Februar 2023 – 17:50 Uhr | Namibia      | Ukraine      | 1:2      |
| 7. Februar 2023 – 20:10 Uhr | Kasachstan   | Belgien      | 2:5      |
| 8. Februar 2023 – 08:30 Uhr | Tschechien   | Ukraine      | 4:2      |
| 8. Februar 2023 – 10:50 Uhr | Belgien      | Namibia      | 2:1      |
| 8. Februar 2023 – 13:30 Uhr | Kasachstan   | Kanada       | 4:4      |
| 9. Februar 2023 – 15:30 Uhr | Belgien      | Kanada       | 1:0      |
| 9. Februar 2023 – 16:40 Uhr | Namibia      | Tschechien   | 0:6      |
| 9. Februar 2023 – 17:50 Uhr | Ukraine      | Kasachstan   | 3:3      |

### Endrunde

#### Viertelfinale
| Datum, Uhrzeit               | Mannschaft 1 | Mannschaft 2 | Ergebnis |
| ---------------------------- | ------------ | ------------ | -------- |
| 10. Februar 2023 – 13:00 Uhr | Tschechien   | Australien   | 6:0      |
| 10. Februar 2023 – 16:00 Uhr | Österreich   | Ukraine      | 3:1      |
| 10. Februar 2023 – 19:00 Uhr | Belgien      | Südafrika    | 1:2      |
| 10. Februar 2023 – 22:00 Uhr | Niederlande  | Kanada       | 6:1      |

#### Platzierungsrunde
| Platzierung, Datum, Uhrzeit  | Mannschaft 1 | Mannschaft 2 | Ergebnis |
| ---------------------------- | ------------ | ------------ | -------- |
| 10. Februar 2023 – 08:30 Uhr | Neuseeland   | Namibia      | 4:3      |

| Platzierung, Datum, Uhrzeit  | Mannschaft 1       | Mannschaft 2 | Ergebnis |
| ---------------------------- | ------------------ | ------------ | -------- |
| 10. Februar 2023 – 10:00 Uhr | Vereinigte Staaten | Kasachstan   | 5:1      |

#### Halbfinale
| Datum, Uhrzeit               | Mannschaft 1 | Mannschaft 2 | Ergebnis |
| ---------------------------- | ------------ | ------------ | -------- |
| 11. Februar 2023 – 12:30 Uhr | Österreich   | Tschechien   | 1:0      |
| 11. Februar 2023 – 14:00 Uhr | Niederlande  | Südafrika    | 6:1      |

#### Finalspiele
Spiel um den 3. Platz
| Datum, Uhrzeit               | Mannschaft 1 | Mannschaft 2 | Ergebnis |
| ---------------------------- | ------------ | ------------ | -------- |
| 11. Februar 2023 – 18:30 Uhr | Südafrika    | Tschechien   | 1:3      |

Finale
| Datum, Uhrzeit               | Mannschaft 1 | Mannschaft 2 | Ergebnis |
| ---------------------------- | ------------ | ------------ | -------- |
| 11. Februar 2023 – 21:30 Uhr | Niederlande  | Österreich   | 7:0      |

Abschlussplatzierungen:
| Rang | Mannschaft         |
| ---- | ------------------ |
| 1    | Niederlande        |
| 2    | Österreich         |
| 3    | Tschechien         |
| 4    | Südafrika          |
| 5    | Belgien            |
| 6    | Ukraine            |
| 7    | Australien         |
| 8    | Kanada             |
| 9    | Vereinigte Staaten |
| 10   | Kasachstan         |
| 11   | Neuseeland         |
| 12   | Namibia            |

## Herren

### Gruppenphase

#### Gruppe A
| Pl. | Mannschaft  | Sp. | S | U | N | Tore  | Diff. | Pkt. |
| --- | ----------- | --- | - | - | - | ----- | ----- | ---- |
| 1.  | Österreich  | 5   | 5 | 0 | 0 | 27:5  | +22   | 15   |
| 2.  | Niederlande | 5   | 4 | 0 | 1 | 36:7  | +29   | 12   |
| 3.  | Belgien     | 5   | 3 | 0 | 2 | 20:16 | +4    | 9    |
| 4.  | Namibia     | 5   | 1 | 1 | 3 | 12:19 | −7    | 4    |
| 5.  | Kasachstan  | 5   | 1 | 0 | 4 | 11:31 | −20   | 3    |
| 6.  | Neuseeland  | 5   | 0 | 1 | 4 | 7:35  | −28   | 1    |

| Datum, Uhrzeit              | Mannschaft 1 | Mannschaft 2 | Ergebnis |
| --------------------------- | ------------ | ------------ | -------- |
| 5. Februar 2023 – 16:40 Uhr | Niederlande  | Namibia      | 7:1      |
| 5. Februar 2023 – 19:00 Uhr | Österreich   | Neuseeland   | 7:1      |
| 5. Februar 2023 – 21:20 Uhr | Belgien      | Kasachstan   | 7:1      |
| 6. Februar 2023 – 08:30 Uhr | Österreich   | Namibia      | 2:0      |
| 6. Februar 2023 – 10:50 Uhr | Niederlande  | Kasachstan   | 9:1      |
| 6. Februar 2023 – 13:10 Uhr | Neuseeland   | Belgien      | 2:7      |
| 7. Februar 2023 – 16:40 Uhr | Kasachstan   | Namibia      | 2:6      |
| 7. Februar 2023 – 19:00 Uhr | Belgien      | Österreich   | 1:5      |
| 7. Februar 2023 – 21:20 Uhr | Neuseeland   | Niederlande  | 0:12     |
| 8. Februar 2023 – 09:40 Uhr | Namibia      | Belgien      | 1:4      |
| 8. Februar 2023 – 12:00 Uhr | Kasachstan   | Neuseeland   | 5:0      |
| 8. Februar 2023 – 14:20 Uhr | Niederlande  | Österreich   | 1:4      |
| 9. Februar 2023 – 19:00 Uhr | Belgien      | Niederlande  | 1:7      |
| 9. Februar 2023 – 20:10 Uhr | Österreich   | Kasachstan   | 9:2      |
| 9. Februar 2023 – 21:20 Uhr | Namibia      | Neuseeland   | 4:4      |

#### Gruppe B
| Pl. | Mannschaft         | Sp. | S | U | N | Tore  | Diff. | Pkt. |
| --- | ------------------ | --- | - | - | - | ----- | ----- | ---- |
| 1.  | Vereinigte Staaten | 5   | 4 | 0 | 1 | 23:19 | +4    | 12   |
| 2.  | Iran               | 5   | 2 | 2 | 1 | 30:24 | +6    | 8    |
| 3.  | Südafrika          | 5   | 2 | 2 | 1 | 23:21 | +2    | 8    |
| 4.  | Argentinien        | 5   | 2 | 1 | 2 | 20:21 | −1    | 7    |
| 5.  | Tschechien         | 5   | 0 | 3 | 2 | 22:27 | −5    | 3    |
| 6.  | Australien         | 5   | 0 | 2 | 3 | 14:20 | −6    | 2    |

| Datum, Uhrzeit              | Mannschaft 1       | Mannschaft 2       | Ergebnis |
| --------------------------- | ------------------ | ------------------ | -------- |
| 5. Februar 2023 – 09:40 Uhr | Australien         | Südafrika          | 3:3      |
| 5. Februar 2023 – 12:00 Uhr | Iran               | Argentinien        | 4:5      |
| 5. Februar 2023 – 14:20 Uhr | Tschechien         | Vereinigte Staaten | 3:4      |
| 6. Februar 2023 – 15:30 Uhr | Argentinien        | Australien         | 3:1      |
| 6. Februar 2023 – 17:50 Uhr | Iran               | Vereinigte Staaten | 8:3      |
| 6. Februar 2023 – 20:10 Uhr | Tschechien         | Südafrika          | 4:8      |
| 7. Februar 2023 – 08:30 Uhr | Australien         | Iran               | 4:6      |
| 7. Februar 2023 – 12:00 Uhr | Südafrika          | Vereinigte Staaten | 2:5      |
| 7. Februar 2023 – 14:20 Uhr | Argentinien        | Tschechien         | 3:3      |
| 8. Februar 2023 – 16:40 Uhr | Vereinigte Staaten | Argentinien        | 7:4      |
| 8. Februar 2023 – 19:00 Uhr | Iran               | Südafrika          | 4:4      |
| 8. Februar 2023 – 21:20 Uhr | Australien         | Tschechien         | 4:4      |
| 9. Februar 2023 – 10:50 Uhr | Südafrika          | Argentinien        | 6:5      |
| 9. Februar 2023 – 12:00 Uhr | Vereinigte Staaten | Australien         | 4:2      |
| 9. Februar 2023 – 14:20 Uhr | Tschechien         | Iran               | 8:8      |

### Endrunde

#### Viertelfinale
| Datum, Uhrzeit               | Mannschaft 1       | Mannschaft 2 | Ergebnis  |
| ---------------------------- | ------------------ | ------------ | --------- |
| 10. Februar 2023 – 11:30 Uhr | Iran               | Belgien      | 6:5 (5:5) |
| 10. Februar 2023 – 14:30 Uhr | Österreich         | Argentinien  | 2:0       |
| 10. Februar 2023 – 17:30 Uhr | Vereinigte Staaten | Namibia      | 3:2       |
| 10. Februar 2023 – 20:30 Uhr | Niederlande        | Südafrika    | 6:3       |

#### Platzierungsrunde
| Datum, Uhrzeit               | Mannschaft 1 | Mannschaft 2 | Ergebnis |
| ---------------------------- | ------------ | ------------ | -------- |
| 11. Februar 2023 – 08:00 Uhr | Neuseeland   | Australien   | 2:7      |

| Datum, Uhrzeit               | Mannschaft 1 | Mannschaft 2 | Ergebnis |
| ---------------------------- | ------------ | ------------ | -------- |
| 11. Februar 2023 – 15:30 Uhr | Kasachstan   | Tschechien   | 2:5      |

#### Halbfinale
| Datum, Uhrzeit               | Mannschaft 1 | Mannschaft 2       | Ergebnis |
| ---------------------------- | ------------ | ------------------ | -------- |
| 11. Februar 2023 – 09:30 Uhr | Österreich   | Iran               | 8:3      |
| 11. Februar 2023 – 11:00 Uhr | Niederlande  | Vereinigte Staaten | 7:3      |

#### Finalspiele
Spiel um den 3. Platz
| Datum, Uhrzeit               | Mannschaft 1 | Mannschaft 2       | Ergebnis  |
| ---------------------------- | ------------ | ------------------ | --------- |
| 11. Februar 2023 – 17:00 Uhr | Iran         | Vereinigte Staaten | 3:2 (4:4) |

Finale
| Datum, Uhrzeit               | Mannschaft 1 | Mannschaft 2 | Ergebnis  |
| ---------------------------- | ------------ | ------------ | --------- |
| 11. Februar 2023 – 20:00 Uhr | Österreich   | Niederlande  | 3:2 (4:4) |

| Rang | Mannschaft         |
| ---- | ------------------ |
| 1    | Österreich         |
| 2    | Niederlande        |
| 3    | Iran               |
| 4    | Vereinigte Staaten |
| 5    | Belgien            |
| 6    | Südafrika          |
| 7    | Argentinien        |
| 8    | Namibia            |
| 9    | Tschechien         |
| 10   | Kasachstan         |
| 11   | Australien         |
| 12   | Neuseeland         |